# سامسونج جالكسي زي فليب 4
سامسونج جالكسي زي فليب 4 (بالإنجليزية: Samsung Galaxy Z Flip 4)‏ (قد يُكتب كـ: Samsung Galaxy Z Flip4، يُباع باسم «Samsung Galaxy Flip 4» في مناطق مُعينة) هو هاتف ذكي قابل للطي وهو جُزءٌ من سلسلة سامسونج جالكسي زي، تمَّ الإعلان عنهُ في أغسطس 2022 في حدث سامسونج أنباكد لذلك العام. تمَّ إصدار الهاتف جنبًا إلى جنب مع سامسونج جالكسي زي فولد 4 في 26 أغسطس 2022.

## المُواصفات

### التَّصميم
لم يختلف تصميم الهاتف بشكلٍ خاص بشكلٍ جديد عن الإصدارات السابقة؛ حيثُ لا يزال الهاتف يحتوي على نفس الشاشة الصغيرة ذات مقاس 1.9 بوصة في المقدمة، ولا تزال تجربة فتح الهاتف وإغلاقه هي نفسها في الغالِب، كما أنَّ الأزرار موجودة على الجانب الأيمن نفس الأزرار السابقة (تتضمَّن مستشعر بصمة [الإنجليزية] مُدمج في زر التشغيل).

### العتاد
يحتوي الهاتف على شاشة «AMOLED 2X InfinityFlex» الديناميكيَّة، بمقاس 6.7 بوصة مع مُعدَّل تحديث مُتكيِّف [الإنجليزية] يبلغ 120 هرتز ونسبة عرض إلى ارتفاع «22:9»، حيثُ أنَّ حجم الشاشة الرئيسيَّة لا يختلف عن طراز الهاتف السابق، توجد أيضًا شاشة صغيرة من الخارج نوع سوبر أموليد ‏ بقياس 1.9 بوصة، مع دقة 260 × 512 بكسل.
يحتوي الهاتف على كاميرتين خلفيتين، بما فيها كاميرا ذات زاوية واسعة بدقة 12 ميجابكسل وكاميرا ذات زاوية فائقة الاتساع بدقة 12 ميجابكسل، كما أنَّهُ مُزود بكاميرا أمامية بدقة 10 ميجابكسل موجودة أعلى الشاشة.

### البرمجة
يأتي هاتف سامسونج جالكسي زي فليب 4 بنظام أندرويد 12 إل [الإنجليزية] الموجه للأجهزة اللوحية من جوجل، ويعدُّ أول هاتف قابل للطي يعمل بهذا النظام، ويأتي هذا النظام مع واجهة ون يو آي من سامسونج.